# Венити Феър
Вижте пояснителната страница за други значения на Панаир на суетата.
Vanity Fair (от англ. — Панаир на суетата) е американско списание, посветено на политика, мода и други аспекти на масовата култура. Издава се от компанията Condé Nast Publications.

## История
Списанието се появява през 1913 г., когато Конде Наст придобива мъжкото модно списание Dress (на английски„Костюм“) и го преименува на Dress and Vanity Fair („Костюм и Панаир на суетата“). През същата година под същото название са публикувани първите четири броя. След кратък период на неактивност списанието започва да излиза вече като Vanity Fair. То завоюва широка популярност под ръководството на Франк Крониншилд (на английски: Frank Crowninshield). През 1919 г. в състава на редакцията влиза и Робърт Бенчли (на английски: Robert Benchley), който наема бъдещия драматург Робърт Шерууд. Крониншилд привлича към работа за списанието най-добрите писатели на онова време: Олдъс Хъксли, Томас Елиът, Ференца Молнар, Гъртруд Стайн, Уилям Сибрук, Джуна Бърнс.
Към 1915 г. на страниците на Vanity Fair се публикуват повече реклами, отколкото на страниците на което и да е друго списание в САЩ. Голямата депресия обаче води до спад в рекламните предложения, въпреки факта, че тиражът достига върхова стойност – 90 хил. екземпляра. През 1935 г. Конде Наст обявява, че Vanity Fair прекратява съществуването си и се обединява с Vogue.
През юни 1981 г. е заявено, че компанията Condé Nast Publications възобновява издаването на списанието. Първият брой се появява през февруари 1983 г. Негов редактор е Ричард Лок от The New York Times Book Review
От 1993 г. списанието започва да публикува на задната си страница отговорите на известни хора на така наречения „Въпросник на Марсел Пруст“, а през 2009 г. публикува най-забележителните отговори под формата на книга..